# 暢銷書
暢銷書是指那些受到社會大眾歡迎，且銷售量出色的書籍，許多報紙、雜誌與媒體都會定期公佈書籍銷售排行榜，例如紐約時報書籍銷售排行榜。

## 畅销书列表
本表给出发行时间长、发行量大的畅销书。本表不需列出《聖經》、《毛主席语录》等书。
- 叶永昌. . ISBN 978-7-121-10525-8.，原名《科技英语参考手册》，发行量超过130万册。